# Blaženko Lacković
Blaženko Lacković (* 25. Dezember 1980 in Novi Marof bei Varaždin) ist ein ehemaliger kroatischer Handballspieler und derzeitiger Assistenztrainer des Bundesligisten Handball Sport Verein Hamburg. Lacković spielte auf der linken Rückraumposition.

## Karriere
Seine Karriere begann bei RK Novi Marof, wo er von 1994 bis 1997 spielte. Danach wechselte er zu RK Varteks Di Caprio. Dort blieb er bis 2001 und spielte danach drei Jahre bei RK Zagreb. Anschließend unterschrieb er einen Vertrag bei der SG Flensburg-Handewitt, mit der er 2007 das Finale der EHF Champions League erreichte. Seit der Saison 2008/09 spielte Lacković für den HSV Hamburg, mit dem er 2011 Deutscher Meister und 2013 Champions-League-Sieger wurde. Zur Saison 2014/15 unterschrieb er einen Drei-Jahres-Vertrag beim mazedonischen Verein RK Vardar Skopje. Mit Vardar gewann er 2015 den mazedonischen Pokal sowie die Meisterschaft. Im Februar 2016 schloss er sich dem THW Kiel an.
Im Sommer 2017 kehrte Lacković zum Handball Sport Verein Hamburg zurück. Zwar setzte den spielenden Co-Trainer in der Aufstiegssaison in der 3. Liga eine schwere Schulterverletzung rund ein Jahr außer Gefecht, nach dem Aufstieg war Lacković aber ein wichtiger Faktor in der Hamburger Defensive, die den Grundstein zum Klassenerhalt in der 2. Bundesliga legte. Am 28. Mai 2020 gab der Verein bekannt, dass der Routinier seine aktive Karriere beenden und fortan nur noch als Co-Trainer fungieren wird. Nachdem sich mehrere Spieler des Handball Sport Verein Hamburg coronabedingt in Quarantäne befanden, half Lacković im Oktober 2020 sowie im April 2022 nochmals aus.
In der kroatischen Nationalmannschaft war er einer der wichtigsten Akteure, der mit seiner enormen Sprung- und Wurfkraft, gerade aus dem Rückraum, viele Tore erzielte. Lacković spielte 195-mal für Kroatien und erzielte dabei 571 Tore.

## Bundesligabilanz
| Saison    | Verein                 | Spielklasse | Spiele | Tore | 7-Meter | Feldtore |
| --------- | ---------------------- | ----------- | ------ | ---- | ------- | -------- |
| 2004/05   | SG Flensburg-Handewitt | Bundesliga  | 32     | 138  | 3       | 135      |
| 2005/06   | SG Flensburg-Handewitt | Bundesliga  | 32     | 127  | 3       | 124      |
| 2006/07   | SG Flensburg-Handewitt | Bundesliga  | 22     | 99   | 0       | 99       |
| 2007/08   | SG Flensburg-Handewitt | Bundesliga  | 24     | 91   | 0       | 91       |
| 2008/09   | HSV Hamburg            | Bundesliga  | 29     | 105  | 0       | 105      |
| 2009/10   | HSV Hamburg            | Bundesliga  | 29     | 87   | 0       | 87       |
| 2010/11   | HSV Hamburg            | Bundesliga  | 28     | 86   | 0       | 86       |
| 2011/12   | HSV Hamburg            | Bundesliga  | 33     | 99   | 0       | 99       |
| 2012/13   | HSV Hamburg            | Bundesliga  | 25     | 48   | 0       | 48       |
| 2013/14   | HSV Hamburg            | Bundesliga  | 30     | 27   | 0       | 27       |
| 2015/16   | THW Kiel               | Bundesliga  | 8      | 12   | 0       | 12       |
| 2016/17   | THW Kiel               | Bundesliga  | 22     | 11   | 0       | 11       |
| 2004–2017 | gesamt                 | Bundesliga  | 314    | 930  | 6       | 924      |

## Erfolge
- Nationalteam
  - Olympiasieger 2004
  - Bronze Olympia 2012
  - Weltmeister 2003
  - Vize-Weltmeister 2005, 2009
  - Vize-Europameister 2008, 2010
  - EM-Vierter 2004, 2006
  - WM-Fünfter 2007
  - WM-Dritter 2013
- RK Zagreb

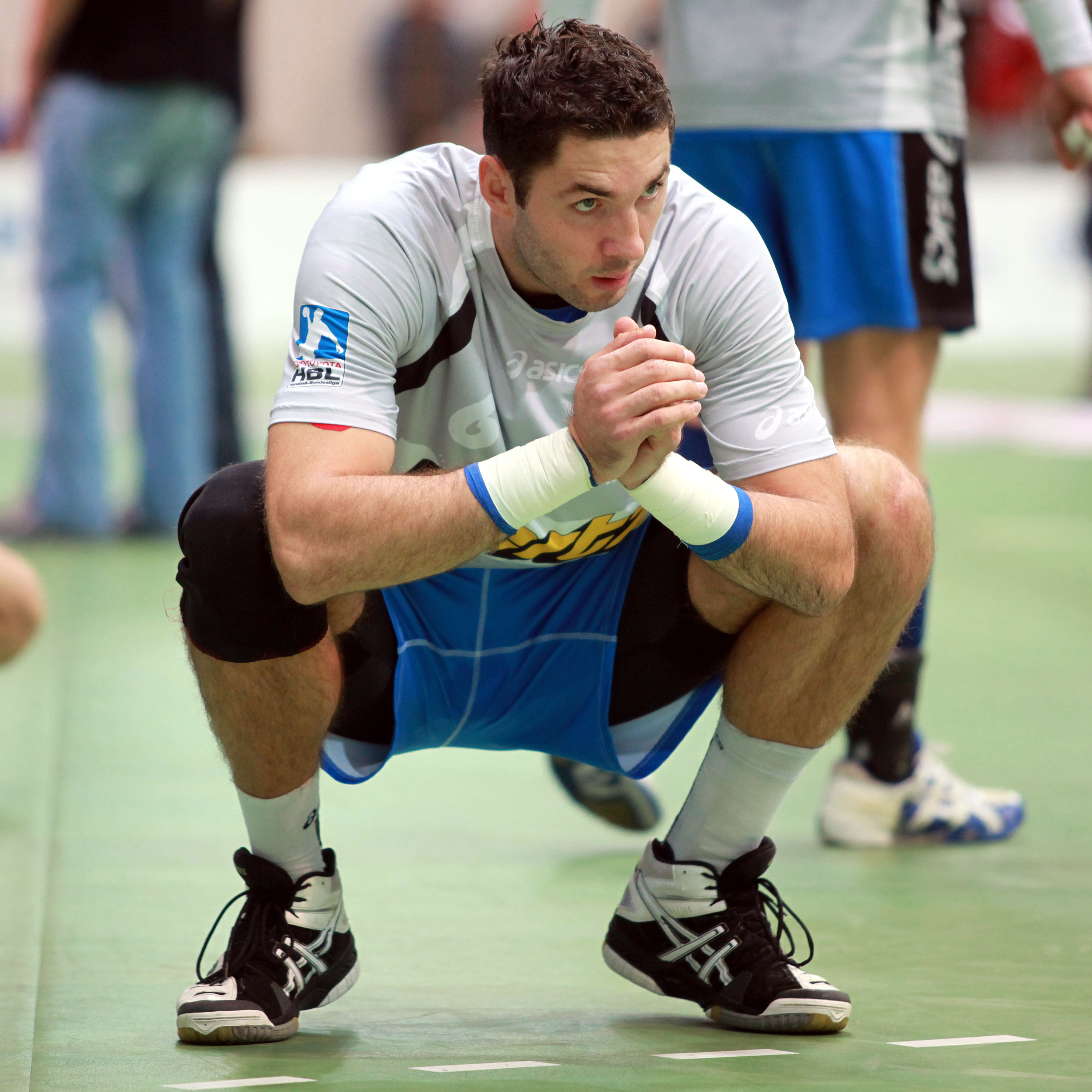
Blaženko Lacković beim Aufwärmen vor einem Spiel

  - 3 × kroatischer Meister (2002–2004)
  - 2 × kroatischer Pokalsieger 2003, 2004
- SG Flensburg-Handewitt
  - DHB-Pokalsieger 2005
  - Champions-League-Finalist 2007
- HSV Hamburg
  - Deutscher Meister 2011
  - DHB-Supercup 2009, 2010
  - DHB-Pokalsieger 2010
  - EHF Champions League 2013
- RK Vardar Skopje
  - mazedonischer Meister 2015
  - mazedonischer Pokalsieger 2015
- THW Kiel
  - DHB-Pokalsieger 2017